# Steiner Alpen
Die Steiner Alpen bzw. Kamniker Alpen (slowenisch Kamniške Alpe, auch Sanntaler oder Sulzbacher Alpen, slow.: Savinjske Alpe, bzw. zusammenfassend: Kamniško-Savinjske Alpe) sind eine Gebirgsgruppe in den Südlichen Kalkalpen. Sie sind den Karawanken zwischen den Flüssen Save und Savinja südlich vorgelagert. Benannt sind sie nach der Stadt Kamnik (dt. Stein in Oberkrain), die im Tal der Kamniška Bistrica (dt. Feistritz) liegt.
Über die Steiner Alpen führt die österreichisch-slowenische Grenze, der größere Teil ist slowenisches Territorium.
Auf dem Ursulaberg (Uršlja Gora) verliefen die historischen Grenzen zwischen den ehemaligen Herzogtümern Kärnten, Krain und Steiermark.

## Geografische Einteilung
Die Steiner Alpen sind grob dreigeteilt:
- Storžič-Gruppe im Westen (mit den Gipfeln Storžič, 2132 m und Tolsti Vrh, 1715 m)
- Grintovec-Gruppe in der Mitte: Der Hauptkamm der Steiner Alpen erstreckt sich von Westen nach Osten und liegt vollständig in Slowenien. Im Westen beim Tal der Kokra beginnend, wird rasch mit der Jezerska Kočna eine Höhe von 2540 m erreicht. Der nächste Gipfel ist bereits der Grintovec, mit 2558 m höchster Punkt der Steiner Alpen. Weiter östlich liegende Gipfel sind die Skuta (2532 m), die Krainer und Kärntner Rinka (Kranjska Rinka, 2453 m, und Koroška Rinka, 2433 m), Turska Gora (2251 m) und die Brana (2253 m). Östlich des Steiner Sattels (Kamniško sedlo, 1903 m) liegen noch die Planjava (2394 m) und die Ojstrica (2350 m), mit denen die Reihe markanter Kalkgipfel ihren Abschluss findet.
- die Karst-Hochebenen im Osten: Velika Planina, Dleskovška Planota, Menina Planina, Dobroveljska Planota und Golte (mit den Gipfeln Veliki Rogatec (1557 m), Kranjska Reber (1435 m), Velika Raduha (2062 m))

Flüsse in den Steiner Alpen sind die Tržiška Bistrica, die Kokra, die Kamniška Bistrica (alle drei sind Nebenflüsse der Save) sowie die oberhalb des Logartals entspringende Savinja und die Dreta, ein Nebenfluss der Savinja.
Der Fluss Kokra trennt die Grintovec-Gruppe von der Storžič-Gruppe.

### SOIUSA-Klassifikation der Steiner Alpen
Eine feinere Unterteilung der Steiner Alpen nach der SOIUSA-Klassifikation der Alpen sieht folgendermaßen aus:
- (A) Storžič-Kette
  - (A.1) Storžič-Kette
- (B) Mrzla-Gora-Grintovec-Ojstrica-Kette
  - (B.2) Mrzla-Gora-Gruppe
    - (B.2.a) Babe-Untergruppe
    - (B.2.b) Mrzla-Gora-Untergruppe

  - (B.3) Grintovec-Gruppe
  - (B.4) Krvavec-Gruppe
  - (B.5) Planjava-Ojstrica-Gruppe
  - (B.6) Krofiča-Gruppe
  - (B.7) Velika-Planina-Dleskovška-Planota-Gruppe
    - (B.7.a) Dleskovška-Planota-Untergruppe, Fläche 25 km², höchster Punkt Veliki vrh, 2110 m)
    - (B.7.b) Velika-Planina-Untergruppe, Fläche 5,8 km², Höhe um 1500 m, höchster Punkt Gradišče 1666 m)
- (C) Raduha-Golte-Rogatec-Menina-Kette
  - (C.8) Raduha-Smrekovec-Golte-Gruppe
    - (C.8.a) Raduha-Smrekovec-Untergruppe
    - (C.8.b) Golte-Untergruppe

  - (C.9) Rogatec-Gruppe
  - (C.10) Menina-Dobrovlje-Gruppe
    - (C.10.a) Menina-Untergruppe
    - (C.10.b) Dobrovlje-Untergruppe

Östlich der Steiner Alpen liegt das Bergland von Celje (dt. Cilli), von der Dravinja (dt. Drann) durchschnitten und reich an Mineralquellen. Nach Nordwesten bildet das Vellachtal die Grenze zu den Karawanken und Karawankenvorbergen.

## Tourismus und Verkehr

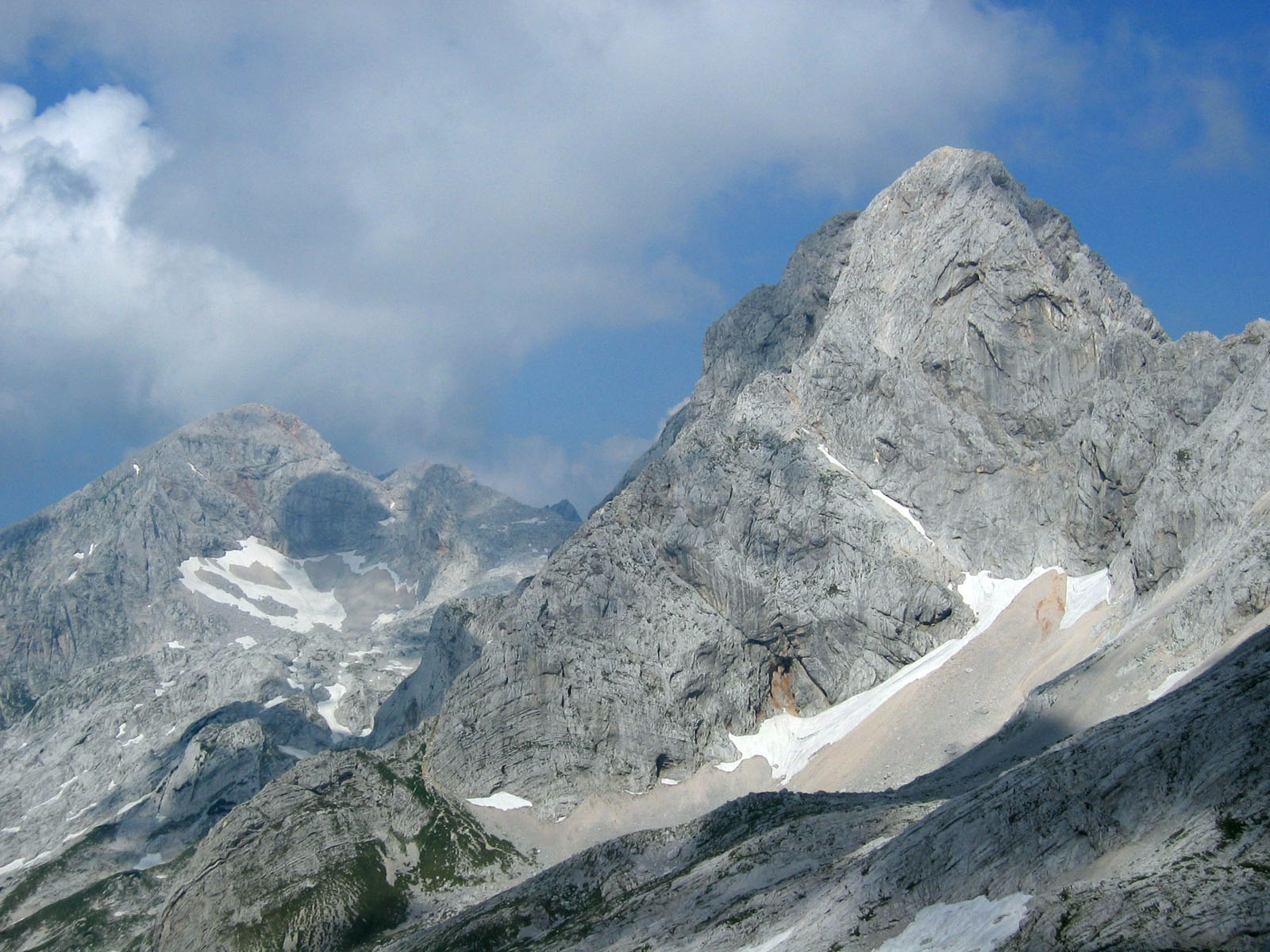
Am Hauptkamm der Steiner Alpen: Skuta (rechts) und Grintovec (links, hinten)

Neben den Bergen mit zahlreichen meist anspruchsvollen Wanderwegen und einigen Klettersteigen ist auch der ca. 90 Meter hohe Rinka-Wasserfall  im Landschaftspark Logar-Tal (Logarska dolina) ein beliebtes Ausflugsziel. Im Süden der Steiner Alpen befindet sich das Schigebiet Krvavec.
Auf Kärntner Seite wird im Vellachtal Kurtourismus betrieben; hier liegt das Naturschutzgebiet Vellacher Kotschna.
Einen Übergang zwischen Kärnten und Oberkrain bildet der Jezerski Vrh (dt. Seebergsattel), einen weiteren Übergang zwischen Kärnten und der slowenischen Region Štajerska der Pavličevo Sedlo (dt. Paulitschsattel).
Ein starker touristischer Anziehungspunkt ist die Velika Planina.

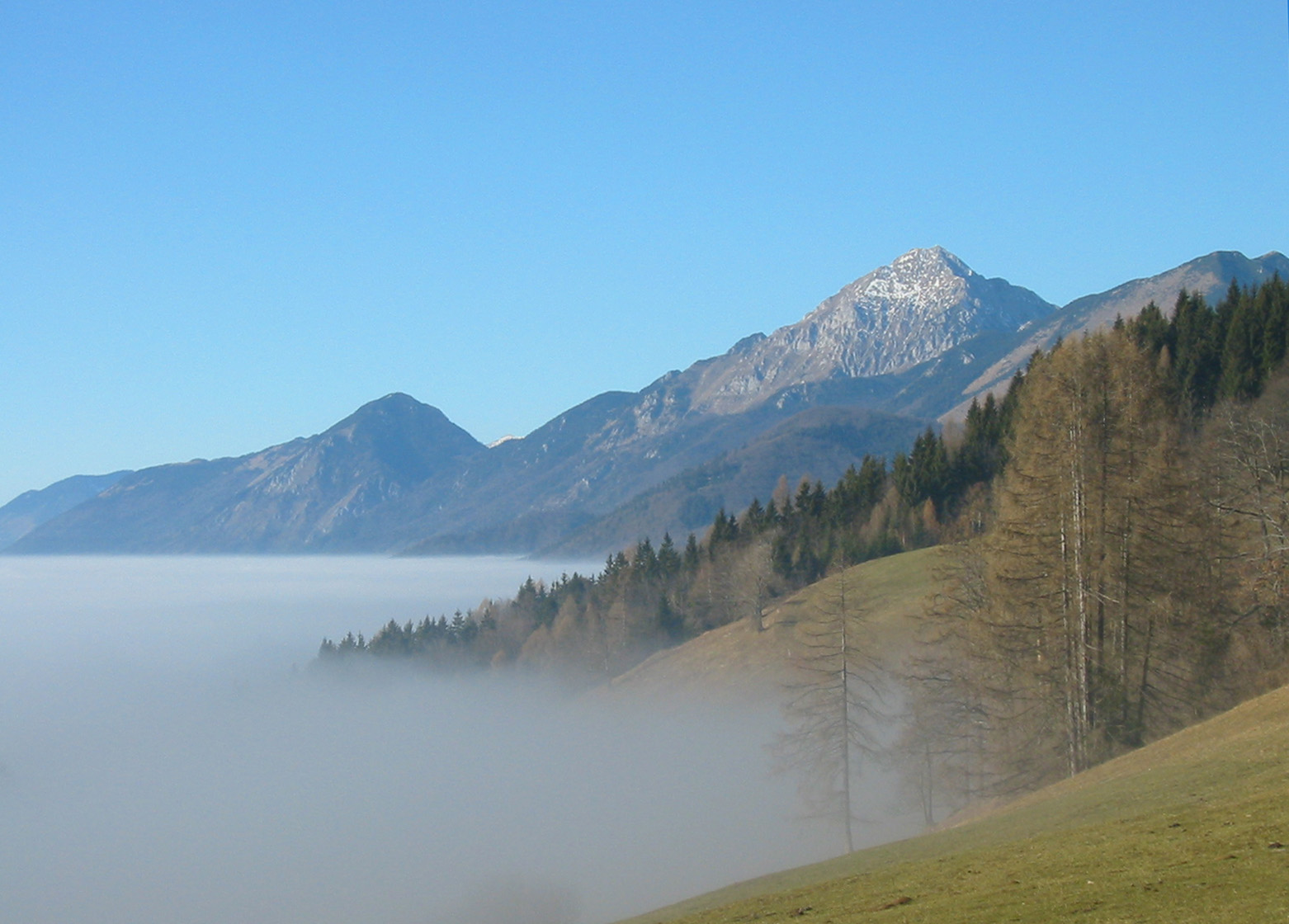
Steiner Alpen – Der höchste Berg auf dem Foto ist der Storžič.
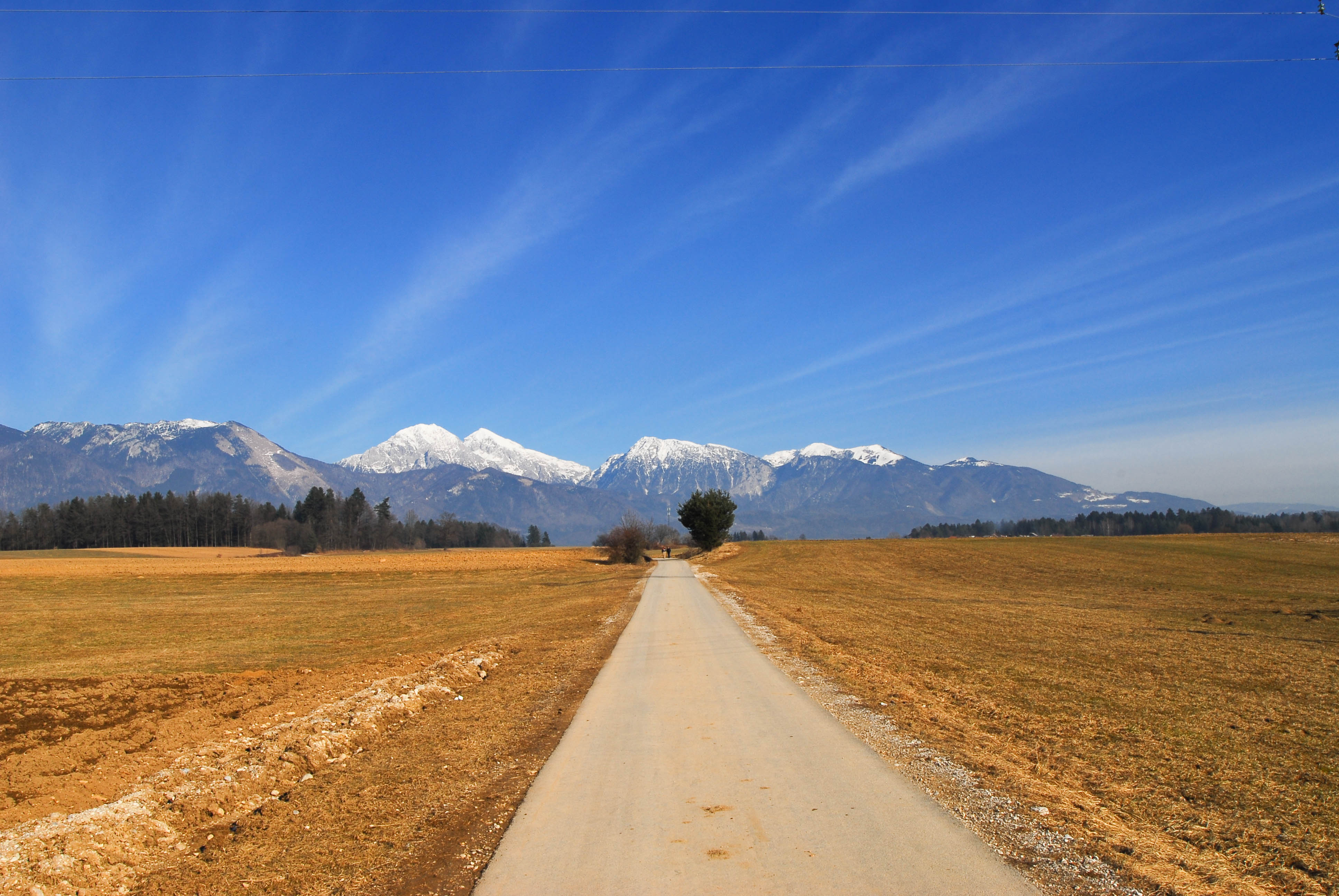
Die Steiner Alpen von Kranj aus gesehen
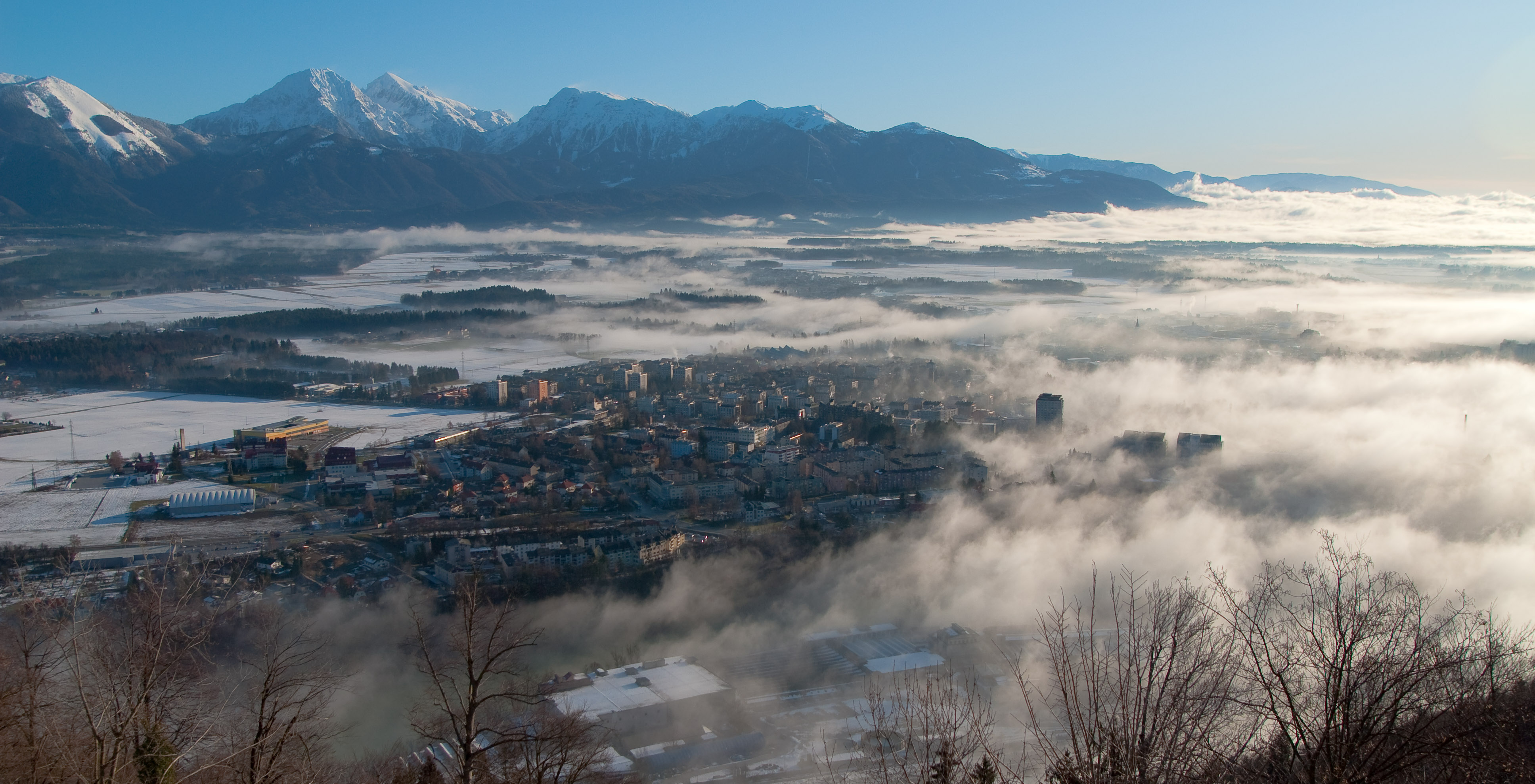
Kranj und die Steiner Alpen im Hintergrund
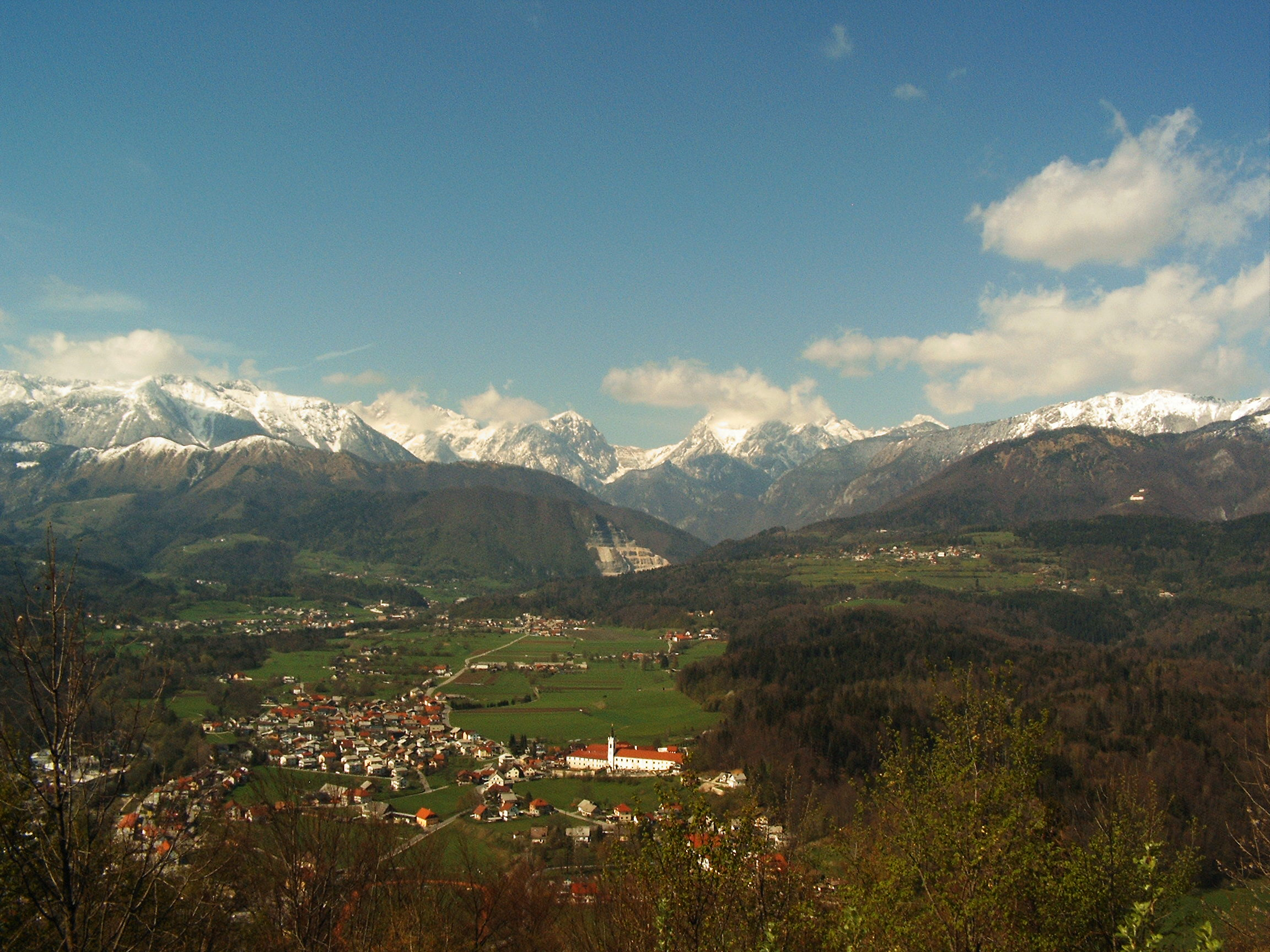
Kamnik und die Steiner Alpen im Hintergrund
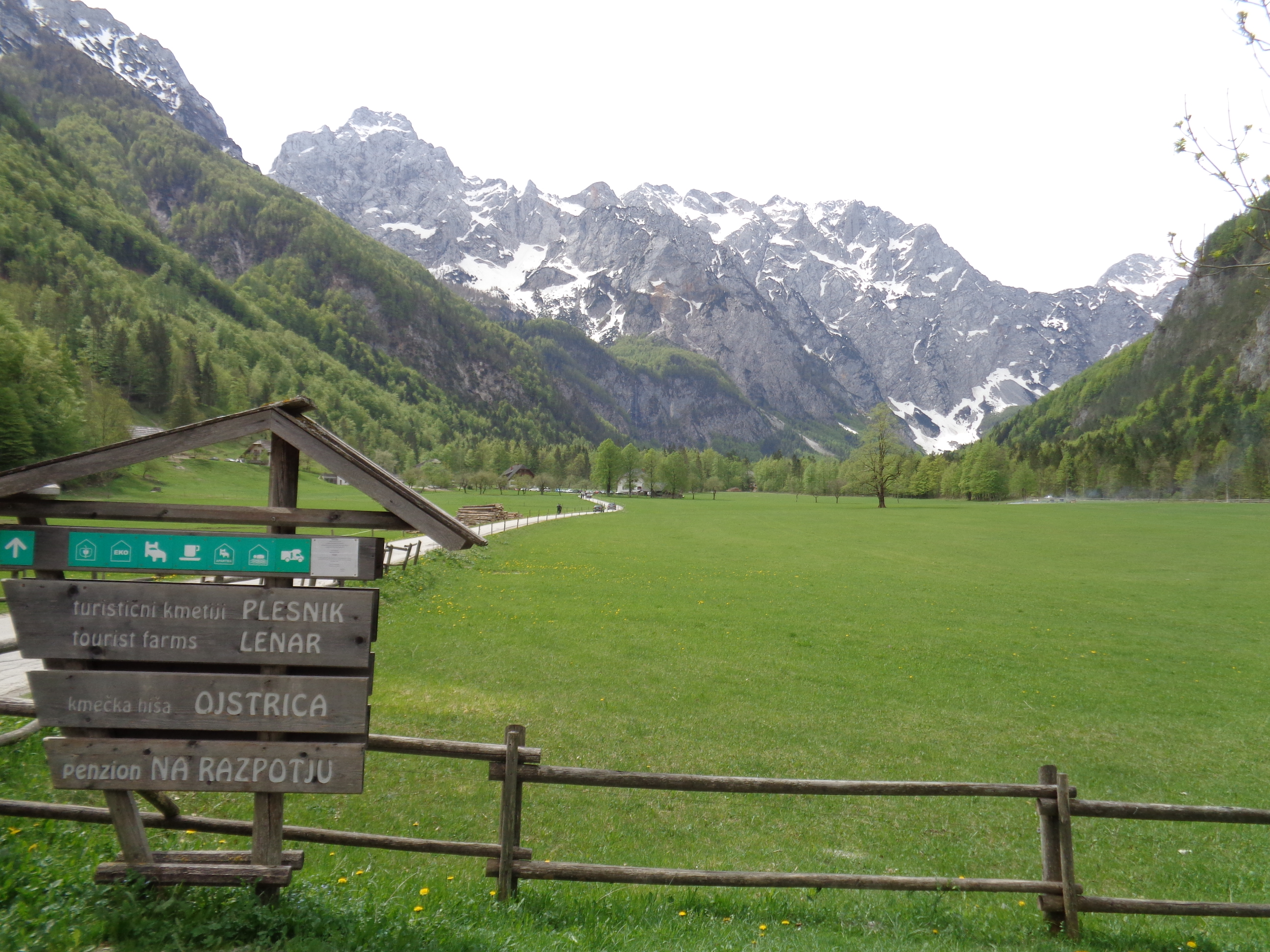
Logartal